# Rosa Kafaji
Rusul Rosa Kafaji, född 5 juli 2003 i Solna, Sverige, är en svensk fotbollsspelare som spelar för Brighton & Hove Albion i engelska Women's Super League, på lån från Arsenal.

## Karriär
Kafajis föräldrar kommer ursprungligen från Irak och hennes far återvände dit efter att de skilt sig. Kafaji är uppvuxen i Järfälla och började spela fotboll i Kallhälls FF som åttaåring. Därefter spelade Kafaji för Bele Barkarby FF innan hon inför säsongen 2015 gick till AIK. Kafaji debuterade för A-laget i Elitettan under 2019 och gjorde fyra mål samt tre assist på sju inhopp under säsongen. Säsongen 2020 gjorde hon 12 mål på 18 matcher och hjälpte AIK att bli uppflyttade till Damallsvenskan.
I februari 2021 blev Kafaji för första gången uttagen till Sveriges damlandslag. 31 oktober 2023 spelade för första gången för landslaget.

### Häcken
I slutet av december 2021 skrev Kafaji under ett treårskontrakt med BK Häcken. Övergångsersättningen till AIK uppgick till en miljon kronor vilket gör övergången till en av damfotbollens största affärer. I debutmatchen för Häcken januari 2022 bröt Kafaji benet efter bara sex minuters spel och var borta större delen av 2022.

### Arsenal
I mitten av augusti 2024 skrev Kafaji på för den engelska WSL-klubben Arsenal WFC.